# Multics

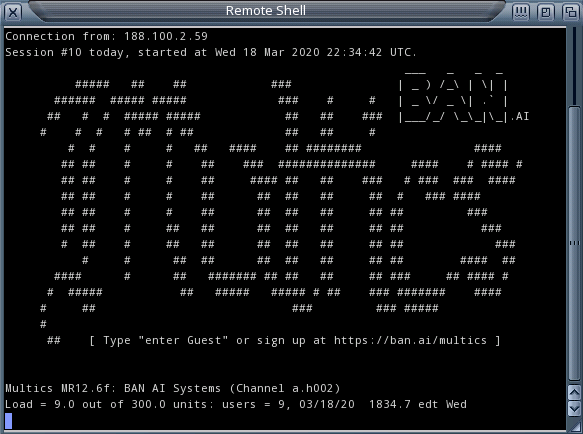

Multics var ett tidigt tidsdelningsoperativsystem. Ytligt inflytande från Multics finns på Unix operativsystem. Projektet startade 1964. Den sista kända körande Multics installationen stängdes den 30 oktober 2000 vid Canadian Department of National Defense i Halifax, Nova Scotia, Kanada.
Multics källkod är tillgänglig på ett MIT arkiv.